# Telecom Italia Media
Telecom Italia Media S.p.A. est la filiale médias de Telecom Italia S.p.A. (qui en possède 71,69 %).

## Métiers
Telecom Italia Media possédait notamment les chaînes de télévision La7 et MTV, l'agence de distribution d'informations APCOM, et le fournisseur de produits de bureau Buffetti. La7 est revendue à Cairo Communication en 2013 et MTV à l'actionnaire minoritaire Viacom puis en 2015 à Sky Italia.
Le groupe détenait également Tin.it, le plus grand FAI italien avec environ 2,5 millions d'abonnés, ainsi que Virgilio, le premier portail Web d'Italie avec 6,6 milliards de pages vues par an. Ces activités Internet ont été cédées à la maison-mère, Telecom Italia.